# 中野区観光協会
一般社団法人中野区観光協会（なかのくかんこうきょうかい）は、東京都中野区および周辺の活性化、経済の振興、区民生活の向上などを目的として活動する観光協会。中野区内の商店街の若手経営者らが呼びかけ、2012年6月27日に発足した。行政からの補助金等は受けておらず、全国で初めて完全に民間の手で設立・運営されている観光協会であるが、それによりしがらみの少ない、地域目線の活動につながっていると評されている。

## 事業
同協会の事業は「観光資源開発活動」「おもてなし活動」「広報・PR活動」「集客活動」の4つであり、同協会のウェブページで一覧できる。ここでは主な事業内容を記す。

### 観光資源開発活動
- 聖地巡礼（オタク文化の聖地発掘）
- 「まちキャラ」の作成
- 中野土産の開発（地元名産品の普及）

など

### おもてなし活動
- まちコンシェルジュ
- 多言語対応のお品書き、街看板[3]
- まち歩きやツアーの実施
- 中野マップの製作（街歩きの紹介、店舗の紹介、居酒屋の紹介など）[5]
- 各種イベント参加・伝統工芸体験

など

### 広報・PR活動
- 逸品グランプリ
- インターネットによる情報発信
- 一般公募選出の「観光大使」によるPR

など

#### 中野区観光大使
2015年10月10日現在
- 神田山緑（講談師）
- 折井理子（歌手、女優）[8]
- 青山佳樹（バレエ、モダンダンサー）
- ヨシムラヒロム（一般人代表）[9]
- メトロポリちゃんV（地下アイドル、お笑い芸人、看護師）
- キャプテンミライ（ボカロP）[10]
- ベンジャミン・ボアズ（オタク外国人、翻訳家）
- NORI（プロレスラー）
- 本山由乃（女優）

### 集客活動
- 各種イベント・まつり開催
- 里まち連携事業の推進、広域地域事業推進

など